# Ginnastica ai Giochi della XXIX Olimpiade - Trampolino femminile
La gara si è disputata il 18 agosto al Beijing National Indoor Stadium e ha visto la partecipazione di 16 atlete. Si è svolto un turno con esercizi obbligatori e uno con esercizi a scelta; le prime 8 hanno effettuato la finale.

## Qualificazioni
| Posiz | Ginnasta                       | Obbligatorio | Personale | Penalità | Totale | Note |
| ----- | ------------------------------ | ------------ | --------- | -------- | ------ | ---- |
| 1     | He Wenna Cina                  | 30.1         | 37.1      |          | 67.2   | Q    |
| 2     | Irina Karavaeva Russia         | 29.7         | 36.7      |          | 66.4   | Q    |
| 3     | Rosannagh MacLennan Canada     | 29.9         | 36.1      |          | 66.0   | Q    |
| 4     | Karen Cockburn Canada          | 28.6         | 37.0      |          | 65.6   | Q    |
| 5     | Luba Golonvia Georgia          | 28.7         | 36.2      |          | 64.9   | Q    |
| 6     | Olena Movchan Ucraina          | 28.1         | 36.7      |          | 64.8   | Q    |
| 7     | Anna Dogonadze Germania        | 29.7         | 34.6      |          | 64.3   | Q    |
| 8     | Ekaterina Khilko Uzbekistan    | 29.1         | 34.8      |          | 63.9   | Q    |
| 9     | Taccjana Pjatrėnja Bielorussia | 28.6         | 35.2      |          | 63.8   | R T  |
| 10    | Claire Wright Regno Unito      | 29.1         | 34.0      |          | 63.1   | R T  |
| 11    | Natalia Chernova Russia        | 29.0         | 34.0      |          | 63.0   |      |
| 12    | Haruka Hirota Giappone         | 28.5         | 34.1      |          | 62.6   |      |
| 13    | Erin Blanchard Stati Uniti     | 27.1         | 33.8      |          | 60.9   |      |
| 14    | Shanshan Huang Cina            | 30.0         | 29.0      |          | 59.0   |      |
| 15    | Lenka Popkin Rep. Ceca         | 25.8         | 31.8      |          | 57.6   |      |
| 16    | Ana Rente Portogallo           | 27.1         | 4.5       |          | 31.6   |      |

## Finale
| Posiz | Ginnasta                    | J1  | J2  | J3  | J4  | J5  | Difficoltà | Penalità | Totale |
| ----- | --------------------------- | --- | --- | --- | --- | --- | ---------- | -------- | ------ |
|       | He Wenna Cina               | 7.8 | 7.6 | 7.8 | 7.9 | 7.7 | 14.5       | 0        | 37.8   |
|       | Karen Cockburn Canada       | 7.5 | 7.3 | 7.5 | 7.6 | 7.5 | 14.4       | 0        | 37.0   |
|       | Ekaterina Khilko Uzbekistan | 7.5 | 7.6 | 7.4 | 7.5 | 7.5 | 14.4       | 0        | 36.9   |
| 4     | Olena Movchan Ucraina       | 7.7 | 7.6 | 7.7 | 7.3 | 7.4 | 13.9       | 0        | 36.6   |
| 5     | Irina Karavaeva Russia      | 7.1 | 7.1 | 7.2 | 7.2 | 7.4 | 14.7       | 0        | 36.2   |
| 6     | Luba Golonvia Georgia       | 7.4 | 7.5 | 7.7 | 7.6 | 7.7 | 13.3       | 0        | 36.1   |
| 7     | Rosannagh MacLennan Canada  | 7.0 | 6.7 | 6.8 | 7.3 | 7.3 | 14.4       | 0        | 35.5   |
| 8     | Anna Doganadze Germania     | 3.6 | 3.5 | 3.6 | 4.0 | 3.5 | 8.2        | 0        | 18.9   |